# Cryphaea cuspidata
Cryphaea cuspidata là một loài rêu trong họ Cryphaeaceae. Loài này được Sull. mô tả khoa học đầu tiên năm 1854.